# Pronous beatus
Pronous beatus är en spindelart som först beskrevs av O. Pickard-Cambridge 1893.  Pronous beatus ingår i släktet Pronous och familjen hjulspindlar. Inga underarter finns listade i Catalogue of Life.